# Гао Лихуа
Гао Лихуа́ (кит. упр. 高丽华, пиньинь Gāo Lìhuá, 31 октября 1979, Далянь, Китай) — китайская хоккеистка (хоккей на траве), защитник. Серебряный призёр летних Олимпийских игр 2008 года.

## Биография
Гао Лихуа родилась 31 октября 1979 года в китайском городе Далянь.
Начала заниматься хоккеем на траве в 15 лет. Играла за Ляонинскую школу морских видов спорта.
В 2004 году вошла в состав женской сборной Китая по хоккею на траве на летних Олимпийских играх в Афинах, занявшей 4-е место. Играла в поле, провела 6 матчей, забила 1 мяч в ворота сборной Испании.
В 2008 году вошла в состав женской сборной Китая по хоккею на траве на летних Олимпийских играх в Пекине и завоевала серебряную медаль. Играла в поле, провела 7 матчей, забила 2 мяча (по одному в ворота сборных Испании и Германии).
В 2012 году вошла в состав женской сборной Китая по хоккею на траве на летних Олимпийских играх в Лондоне, занявшей 6-е место. Играла в поле, провела 6 матчей, мячей не забивала.
В 2003 году завоевала серебряную медаль Трофея чемпионов в Сиднее.
В 2006 и 2010 годах завоевала золотые медали хоккейных турниров летних Азиатских игр в Дохе и Гуанчжоу.
В августе 2017 года завершила игровую карьеру, после того как выиграла с «Ляонином» серебро хоккейного турнира Национальных игр.